# Petr Fischer
Petr Fischer (* 14. září 1969) je český novinář, scenárista, moderátor a filosof.

## Životopis
Vystudoval Filozofickou fakultu Univerzity Karlovy. Studium zakončil roku 2000 obhajobou diplomové práce na téma Na cestě (z) metafyziky: Heidegger a Derrida. Pracoval v deníku Lidové noviny, kde se v roce 2001 stal hlavním komentátorem. Od roku 2003 působil v české redakci BBC. Tři roky byl vedoucím kulturní rubriky deníku Hospodářské noviny, několik let vedl kulturní rubriku České televize.
Moderoval televizní pořady Před půlnocí a Kulturama. V letech 2014–2017 se na televizní stanici ČT art vysílal jeho pořad Konfrontace Petra Fischera. Je autorem knihy fejetonů Veřejné osvětlení a spoluautorem scénářů dokumentárních filmů Papírový atentát a Drnovické catenaccio aneb Cesta do pravěku ekonomické transformace.
V článku Konec prezidentského království ve čtrnáctideníku A2 vyjádřil názor, že Česko nepotřebuje prezidenta. Text vznikl v reakci na udělení státních vyznamenání Ladislavu Štaidlovi, Jiřímu Mánkovi a Františku Ringo Čechovi.
Od prosince 2016 do prosince 2018 zastával pozici šéfredaktora stanice Českého rozhlasu – Vltava. Poté mu vedení Českého rozhlasu neprodloužilo smlouvu.
Ve volbách do Evropského parlamentu 2019 kandidoval jako nestraník na 3. místě kandidátky hnutí ESO, které získalo jen 0,53 % hlasů a tak nebyl zvolen.

## Ocenění
- 2010 – Cena Rudolfa Medka
- 2012 – Cena Ferdinanda Peroutky[10]